# Szlupcsane
Szlupcsane (macedónul: Слупчане, albánul Sllupçani, kiejtéseⓘ) település Észak-Macedóniában, a Északkeleti körzetben, Lipkovo községben.

## Népesség
| Lakosok száma | 1571 | 1699 | 1854 | 2249 | 2658 |      | 3107 | 3789 | 3654 |
|               | 1948 | 1953 | 1961 | 1971 | 1981 | 1991 | 1994 | 2002 | 2021 |

- 2002-ben 3789 lakosa volt, akik közül 3769 albánok, 1 vlach és 19 egyéb.